# VfB Hallbergmoos
Der VfB Hallbergmoos-Goldach ist ein Sportverein aus der oberbayerischen Gemeinde Hallbergmoos, die in unmittelbarer Nähe des Münchner Flughafens liegt.

## Geschichte
Der Verein wurde am 16. Februar 1950 im Gasthof Kaindl als Fußballverein gegründet, damals lagen die Orte Hallbergmoos und Goldach noch in zwei unterschiedlichen Landkreisen. Am 1. Oktober 1951 wurde ein neuer Platz am Mühlbach eingeweiht, die ersten Spiele fanden gegen Moosburg und Oberding statt.
Heute hat der Verein zehn Abteilungen. Zu nennen sind hier insbesondere die Kegler, die nach sechs Meistertiteln und sieben Aufstiegen im Zeitraum von 2012 bis 2020 mit der ersten Herrenmannschaft 2020/2021 in der 1. Bundesliga antreten. Insgesamt stellte die Kegelabteilung des VfB Hallbergmoos 2020/21 vier Herrenteams, eine gemischte Mannschaft, eine Damenmannschaft und eine Jugendmannschaft. Im Januar 1989 war der Kegelverein Hallbergmoos-Goldach als Abteilung in den VfB eingetreten.

### Fußball
Die Fußballer des VfB Hallbergmoos-Goldach konnten in den ersten Jahrzehnten ihres Bestehens keine überregionalen Erfolge einfahren. Zur Saison 2013/14 stieg die Mannschaft erstmals in die sechstklassige Landesliga Südost auf, der sie acht Jahre am Stück angehören sollte. In dieser Zeit wurden ausschließlich einstellige Tabellenplätze erreicht.
Die wegen der Corona-Pandemie erst verlängerte und dann abgebrochene Saison 2019/21 schlossen die Hallbergmooser als Mannschaft mit dem besten Punktquotienten ab und stiegen damit erstmals in ihrer Geschichte in die Bayernliga Süd auf. Trainer der ersten Mannschaft war von Februar 2018 bis Oktober 2021 der ehemalige Profi Gediminas Šugžda, der zugleich als Co-Trainer der litauischen Fußballnationalmannschaft fungierte. Zum Zeitpunkt des Ausscheidens von Šugžda lag der Klub mit neun Punkten und 51 Gegentreffern in 18 Spielen auf dem letzten Platz. Matthias Strohmaier, der erst wenige Wochen zuvor beim Ligakonkurrenten Türkspor Augsburg zurückgetreten war, übernahm die Mannschaft zum Jahreswechsel 2021/22 als Spielertrainer. Nach einer Rückrunde, in der Hallbergmoos nur noch 15 Gegentreffer zuließ, erreichte der Klub die Relegation um den Klassenerhalt, in der sich der VfB gegen Fortuna Regensburg und den TSV Neudrossenfeld durchsetzte.
In der Saison 2022/23 stieg der Verein als Tabellenletzter wieder in die Landesliga ab.
Die Heimspiele werden im Stadion am Airport ausgetragen, das im Sport- und Freizeitpark Hallbergmoos am westlichen Ortsrand liegt. Der Flughafen München ist nur etwa vier Kilometer entfernt und offizieller Namenssponsor des Stadions.